# Ningxia
Ningxia, tidigare stavat Ningsia, är en autonom region för hui-folket i nordvästra Folkrepubliken Kina. Den har en yta på 66 400 km² och totalt 6 301 350 invånare (2010). Regionhuvudstad är Yinchuan.

## Geografi och historia

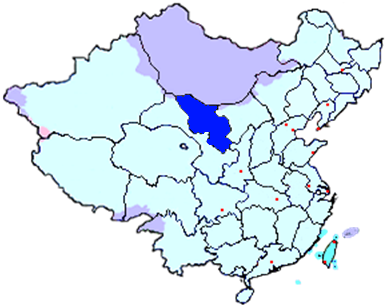
Ningxia-provinsens utbredning 1928-49, markerat i mörkt blått. Under kulturrevolutionen återupprättades dessa gränser, men avskaffades 1979.

Regionen gränsar i nordost till Kinesiska muren. Genom området flyter Gula floden.
Ningxias nuvarande gränser sammanfaller delvis med det område som utgjorde Xixiariket, i utkanten av Songdynastins Kina. Efter den mongoliska erövringen 1227 införlivades riket i Yuandynastins domäner och fick sitt nuvarande namn, vilket betyder "det underkuvade territoriet från Xixia" (夏地安寧).
Under Mingdynastin (1368-1644) lydde dagens Ningxia under Shaanxi-provinsen och under Qingdynastin (1644-1912) utgjorde regionen en del av Gansu-provinsen. 1928 etablerades provinsen Ningxia för första gången av Republiken Kinas regering och den omfattade då förutom dagens territorium även det mongoliska området Alxa. Kring 1937 hade provinsen en yta på 274 910 km2 och en befolkning på 1 023 143 invånare.
I samband med att provinsgränserna drogs om efter upprättandet av Folkrepubliken Kina 1949 förlorade Ningxia 80 procent av sitt territorium till Inre Mongoliet, däribland Alxa. 1954 avskaffades provinsen helt och blev åter en del av Gansu-provinsen. 1958 återupprättades provinsen som ett autonomt område för det muslimska huifolket, men med ett starkt reducerat territorium. Under kulturrevolutionen övertog Ningxia åter administrationen av Alxa, men 1979 återställdes de administrativa gränserna till dem som gäller idag med endast fem orter på prefekturnivå.

## Näringsliv
Trots att Ningxia ligger nära Inre Mongoliet och Shaanxi, som har dynamiska ekonomier, så är Ningxia en av Kinas fattigaste regioner och har landets tredje lägsta BNP, 135,3 miljarder yuan. Regionen har stor brist på naturresurser och humankapital, vilket gör det olönsamt att investera i regionen. 
Ningxia är den största producenten av gojibär i Kina.

## Administrativ indelning
Ningxia har idag en yta som är något större än Litauen och indelas i fem städer på prefekturnivå.
| Karta                     | Nr                         | Namn     | Huvudort                | Kinesiska Pinyin | Xiao'erjing | Befolkning (2010) | Yta (km2) |
| ------------------------- | -------------------------- | -------- | ----------------------- | ---------------- | ----------- | ----------------- | --------- |
|                           |                            |          |                         |                  |             |                   |           |
| — Stad på prefekturnivå — |                            |          |                         |                  |             |                   |           |
| 1                         | Yinchuan (Regionhuvudstad) | Jinfeng  | 银川市 Yínchuān shì     | یٍچُوًا شِ           | 1 993 088   | 9 555,38          |           |
| 2                         | Shizuishan                 | Dawukou  | 石嘴山市 Shízuǐshān shì | شِذُوِشًا شِ          | 725 482     | 5 213,09          |           |
| 3                         | Wuzhong                    | Litong   | 吴忠市 Wúzhōng shì      | ءُﺟْﻮ شِ            | 1 273 792   | 20 394,30         |           |
| 4                         | Zhongwei                   | Shapotou | 中卫市 Zhōngwèi shì     | ﺟْﻮوِ شِ            | 1 080 832   | 16 824,41         |           |
| 5                         | Guyuan                     | Yuanzhou | 固原市 Gùyuán shì       | ﻗُﻮْﻳُﻮًا شِ          | 1 228 156   | 14 412,83         |           |

## Politik
Den politiska makten i Ningxia utövas av ordföranden i Ningxia som på pappret är regionen högst rankade tjänsteman, men i praktiken har partisekreteraren i Kinas kommunistiska parti i Ningxia större makt. Enligt Folkrepubliken Kinas konstitution från 1982 är Ningxia en autonom region i vilken den huikinesiska folkgruppen åtnjuter långtgående autonomi även om konstitutionen utesluter möjligheten till självständighet. Den autonoma regionen Ningxia befinner sig administrativt på provinsnivå, vilket betyder att ordföranden i Ningxia är jämställd med guvernörerna i landets övriga provinser. Partisekreterare i Ningxia är sedan 2016 Xian Hui. Sedan 2017 är Shi Taifeng provinsens ordförande.